# Camponotus universitatis
Camponotus universitatis är en myrart som beskrevs av Auguste-Henri Forel 1890. Camponotus universitatis ingår i släktet hästmyror, och familjen myror. IUCN kategoriserar arten globalt som sårbar. Inga underarter finns listade.